# Jean Lallemand (diplomate)
Pour les articles homonymes, voir Jean Lallemand.
Jean Lallemand (né en 1470 à Dole, mort le 18 septembre 1560 à Montigny-lès-Arsures) fut conseiller de Marguerite d'Autriche, secrétaire d'État de Charles Quint, ambassadeur plénipotentiaire pour le traité de Madrid, inspecteur général du royaume d'Aragon.

## Origines et formation
Les origines et premières années de Lallemand, sont controversées.
Pour Jules Gauthier, ou Paul Delsalle, il serait plutôt le fils d'un petit bourgeois de Dole alors que selon d'autres sources comme Roger de Lurion il est issu d'une lignée noble d'origine chevaleresque. Fils de Guillaume Lallemand, et de Catherine Boudier, Jean Lallemand, nait à Dole en 1470 d'une vieille famille comtoise,. Dans sa jeunesse en 1480 il est page au service de la jeune Marguerite d'Autriche qui vient de naître. Quand celle-ci part à la cour de France fiancée à 3 ans au roi Charles VIII, son père Guillaume qui a compris l'évolution nouvelle du rôle de la noblesse à la cour de Bourgogne, l'incite à abandonner la tradition militaire de la famille et à faire des études de droit à l'université de Dole. Pour Paul Delsalle, il est remarqué par Nicolas de Granvelle qui l’emmène avec lui et le recommande à Marguerite d'Autriche dont il devient le conseiller et non page puisqu'il n'est pas noble.
En 1490 Jean Lallemand est autorisé à acheter la seigneurie de Vayte pour laquelle il est titré baron au moment de la répudiation de Marguerite d'Autriche par Anne de Beaujeu au profit d'Anne de Bretagne qui épousera le roi de France en 1491. Était-ce la récompense d'avoir su négocier et adoucir le sort de l'infortunée princesse âgée de 10 ans qui lui vouera sa vie durant une protection indéfectible ?

## L'ascension
Il commence sa carrière au Parlement de Franche-Comté en 1507. Il est du cercle bourguignon de Marguerite d'Autriche avec Mercurino Gattinara président du Parlement, Laurent de Gorrevod son trésorier et Louis Barangier, secrétaire de l'archiduchesse qu'il suivra aux Pays-Bas et qu'il remplacera dans cette fonction le 21 juin 1517. La même année, Lallemand suit le roi Charles en Espagne au service de Laurent de Gorrevod. Après son élection comme empereur, Charles Quint le nomme secrétaire en 1520. Il sert également comme inspecteur général des royaumes d'Aragon et des Deux Siciles. Souple, intelligent, Lallemand devient vite influent. En 1522 il achète la seigneurie et est titré baron de Bouclans en Comté. Il succède à Jean Hannart en tant que secrétaire « signant seul en finances », une position importante à laquelle s’ajoute celle de secrétaire du nouveau conseil d’État. Jusqu’en 1528 Lallemand est le premier secrétaire de l’Empereur, qui l'a créé comte palatin du Saint Empire et chevalier dans l'ordre de l'Eperon d'Or par lettres patentes du 9 juillet 1523[réf. souhaitée]. En 1524, il est nommé secrétaire d'État.

La même année, il épouse à Burgos Anne Hanneton comtesse d'Aerschot par son premier mariage. Elle est âgée de 12 ans et déjà veuve ! Elle est la fille de Philippe Hanneton, chevalier et sire de Linth, membre du Conseil des Pays-Bas, trésorier de l'archiduchesse, secrétaire audiencier de l'Empereur et trésorier de l'ordre de la Toison d'or, commanditaire du Triptyque Hanneton.

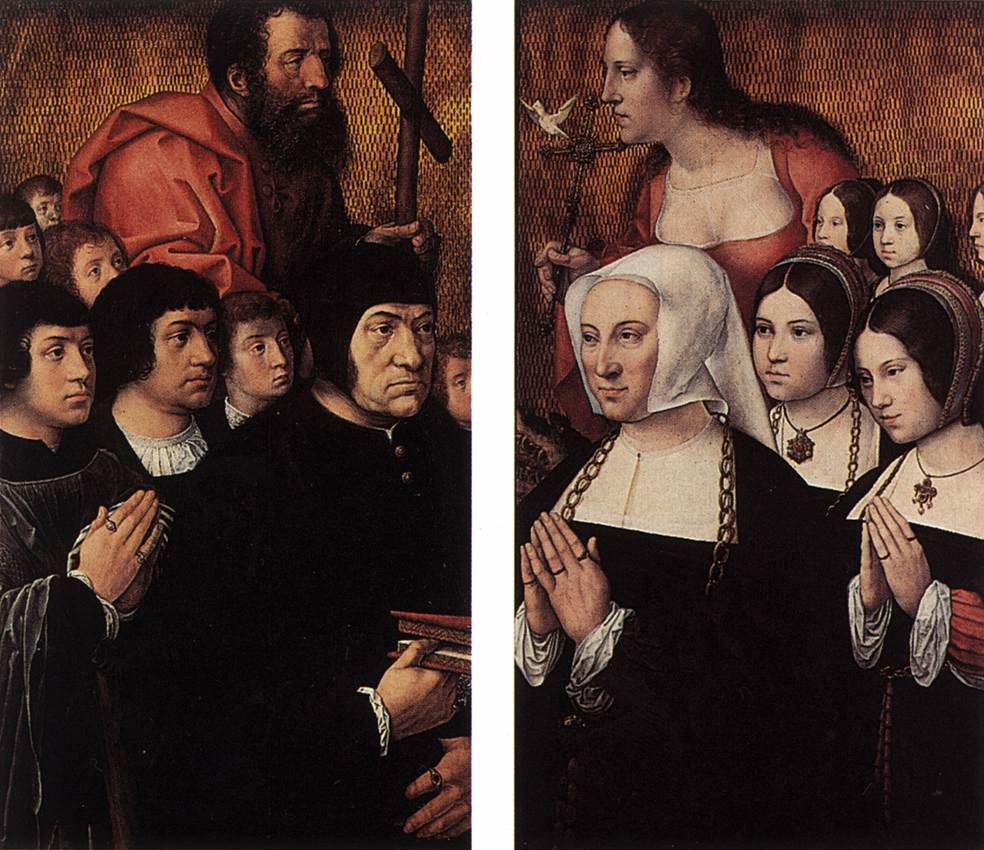
Bernard van Orley, volets du Triptyque Haneton, Musées royaux des beaux-arts de Belgique, Bruxelles, représentant Philippe Hanneton, son épouse Marguerite Numan et leurs enfants

La position de son beau-père jointe aux profits considérables de sa situation personnelle officielle font de Jean Lallemand un personnage redouté à la Cour. Il achètera successivement de nombreuses seigneuries en Comté : Montigny-lès-Arsures, Longepierre, Belmont les Dole, Tavaux et bien d'autres.
L'Empereur qui a remarqué ses qualités de diplomate, le nomme en 1526 ambassadeur plénipotentiaire pour le traité de Madrid auprès du roi François Ier prisonnier depuis la bataille de Pavie, dont Lallemand est le rédacteur et l'un des négociateurs avec Lannoy et Moncada. À cette occasion il recherche la conciliation avec la France et s'oppose au chancelier Gattinara, qui prône l'hégémonie européenne de l'Empire et la mise sous tutelle des principautés italiennes et papales, et qui refusera d'apposer le sceau de l'Empire sur le traité.
Après le sac de Rome, il se brouille également avec Alfonso de Valdés, conseiller de l'Empereur pour l'Italie, un humaniste disciple d'Érasme et, s'il faut en croire Valdés, prend activement part aux attaques contre son Dialogue de Lactancio écrit pour expliquer et justifier par la simonie papale et celle du haut clergé, de conserve avec les idées de Luther, l'attitude de neutralité de l'Empereur dans cette atteinte incroyable contre l'Église que fut ce sac et l'internement momentané du pape.

## La chute
Cependant Lallemand est bientôt lui-même la cible d’intrigues politiques. En 1528, il est accusé de trahison et trafic d’influence. Où sont ses protecteurs d’autrefois de la faction bourguignonne? Hanneton est mort au début de 1528, Gorrevod et Gattinara ont changé de camp. En décembre 1528, Lallemand est démis de ses fonctions et, après un court séjour en prison, il est banni de la cour. Bien que son procès le déculpabilise complètement, il ne regagne jamais la faveur de l’Empereur.
Celui-ci, au décès de Gattinara en 1530, abolira la fonction de chancelier de l'Empire pour créer deux conseils d'État, celui d'Espagne et d'Italie géré par Francisco de Los Cobos, et celui des Pays-Bas et d'Allemagne par Nicolas Perrenot de Granvelle.

## La retraite
Lallemand se retire alors en Franche-Comté. Il achète le château de Montigny à Maximilien de Vaudrey en 1534. Il est nommé chanoine de Besançon le 21 janvier 1540.[réf. souhaitée] Il passe le restant de sa vie, environ trente ans, en grand seigneur dans ses châteaux comtois. Grâce à son opulence, il y élève neuf enfants (dont deux seuls ont fait souche masculine), que tiennent à l'envi sur les fonts baptismaux le cardinal de La Baume, le maréchal de Bourgogne, les seigneurs et dames de la plus haute noblesse, dont l'amitié console l'ancien secrétaire d'État de la disgrâce impériale. Ses châteaux de Vayte, de Bouclans, de Longepierre, de Montigny-lès-Arsures et de Belmont, rebâtis et embellis à grande dépense, lui servent tour à tour de résidence, et il y note, dans un psautier transformé en livre de raison, les événements de sa famille. Lallemand meurt à 90 ans en 1560 à Montigny-lès-Arsures. Il reposait avec son épouse sous un magnifique mausolée en pierre relevée dans l'église paroissiale de Bouclans dont il avait financé la reconstruction de 1537 à 1541. Cette sépulture qui le représentait aux côtés de son épouse, grandeur nature vêtu et armé en chevalier, a été détruite à la Révolution. Il n'en reste que la dalle du socle classée monument historique en 1908 qui sert maintenant de base aux fonts baptismaux de l'église Saint-Léger dans la chapelle de Vayte.

## Postérité

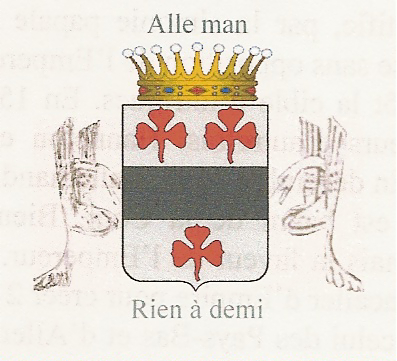
Blason de Jean Lallemand

De son mariage avec Anne Hanneton, il laisse neuf enfants :
- Charles (1535 - c. 1606), baron de Vayte : épouse Marie de Louvrex, dont postérité ;
- Pierre (1536), seigneur de Montigny-lès-Arsures : épouse Jeanne de Montfort-Taillans, dont postérité ;
- Jean (1537 - 1565), baron de Longepierre, protonotaire du Saint-Siège apostolique et recteur (1552) de l'université du comté de Bourgogne : épouse Anne de Dugny, dont postérité ;
- Claudine (1538) : épouse Claude de Cicon, chambellan du duc de Lorraine, dont postérité ;
- Claude (1540 - 1585), seigneur de Belmont, enseigne-colonel du comte de Vergy : épouse Anne de Mailly, dont postérité ;
- Catherine (1541), épouse de Pierre de Saubiez ;
- Nicolas (1542 - 1585), seigneur de Crissey : épouse Eve de Meligny, dont postérité ;
- Guillaume (1542), baron de Tavaux, gentilhomme de la chambre de Philippe II : épouse Louise de Grospain, nièce de Nicolas Perrenot de Granvelle ;
- Isabelle : épouse Simon de Meligny puis Pierre de Grachaux, gouverneur de Dôle.